# Тиранчик-довгохвіст перуанський
Тира́нчик-довгохві́ст перуанський (Mecocerculus poecilocercus) — вид горобцеподібних птахів родини тиранових (Tyrannidae). Мешкає в Андах.

## Поширення і екологія
Перуанські тиранчики-довгохвости поширені в Колумбії, Еквадорі і Перу (на південь до Куско і Мадре-де-Дьйоса). Вони живуть у вологих гірських тропічних лісах. Зустрічаються на висоті від 1400 до 3050 м над рівнем моря.